# Marigold
『marigold』（マリーゴールド）は、浜田麻里の19枚目のアルバム。トライエム／Midget Houseから2002年3月27日に発売された。

## 制作
前作『Blanche』以来2年ぶりの作品で、ポリドールからトライエム／Midget Houseへ移籍後初のアルバムとなった本作は、大槻啓之によるDTMを中心とした楽曲が収録されている。
背景として、当時浜田はライブ活動を休止しており、移籍する直前に「ライブを再開したほうがいい」と周囲から進言されていたが、トライエムへ移籍をしなくてはいけない流れの中で立ち消えになっていったという。だが、当作品を制作するにあたり、浜田はライブをやる前提で曲を選定し始めたため、サウンドにもロック色が戻りはじめたと懐古している。その後、浜田の作品を手がけているビル・ドレッシャーに「かつてのような大盤振る舞いはできないけど、いろいろ協力してください」と伝えるため、アメリカに向かい打ち合わせを行った。当初は、大槻にサウンドの最終段階まで一任する予定はなかったが、帰国後、曲作りなどを進行している最中にアメリカ同時多発テロ事件が発生したことによる渡航制限がきっかけで、共同作業に切り替えたという。浜田は「特にアメリカの人たちにとっては、いろんなことが根底から変わってしまう出来事だったんですよね。そのショックの受け具合は、コロナ禍の比ではなかったような気がします。だから、みんな精神が揺らいでいるような感じでしたし、この状況でアメリカでレコーディングをすぐに行うのは無理だと判断したんです」としたうえで、当時DTMによる楽曲制作が台頭し始めた頃に加え、大槻はミックスまですべて自分でやりたい気持ちが強く、ロサンゼルスのレコーディングに関しても、心中では反対しているようなところがあったという。浜田は「本来は、90年代などにすごく売れていた日本のプロデューサーたちにも負けないくらいの才能がある人なんですよ。大槻さんにそういう場を提供するというか、私の作品でその力を発揮してもらってもいいんじゃないかと考えました。大槻さんもそれを望んでいたので」と大槻のポテンシャルを評価している。
また、金銭的には特別困っていたわけではなかったが、バジェット的にも少々縮小していた影響で「自分の身の丈から始めるべき運命だと感じた」ということも理由の一つとして挙げており、従来の浜田の音楽の方向性と異なっていたため「みなさん不思議に思いますよね」としたうえで、「単純に経費の問題で、ああいうレコーディング方法にしたのだろうという見方に行き着いていると思うので」と語っている。
本作を引っさげたコンサートツアーが行われ、国内ではアルバム『Anti-Heroine』（1993年）のコンサートツアー以来9年ぶりの開催となり、東名阪のみでの開催となったが、チケットは早々に売り切れとなった。以前からファンによるライブの再開の声は上がっており「いつライブを再開するんですか？」といわれ、浜田はプレッシャーを感じていたという。国内のライブを再開するきっかけの一つとして、ラジオの公開生放送があった際、目の前で観覧していた夫婦から「麻里さんがツアーを再開するまで、子供は絶対作らない」と言われたことで、「ライブとかツアーって大変なことが多いんですけど、結果的にあの再開が突破口になって、ここから積み上げていくんだという気持ちになれた気がします」と語っている。

## 音楽性
1曲目の「Emergency」は、トランスを意識した楽曲で、当時アメリカで流行していたことに加え、海外の洋服店でも当たり前のように流れていたのを聴いた浜田は「このビート感は私の音楽に取り入れられる」と感じ「トランス系のダンスビートとハードなギターを融合させた曲を核にしたい」と大槻に強く伝えたという。

## 批評
| 専門評論家によるレビュー | 専門評論家によるレビュー |
| レビュー・スコア         | レビュー・スコア         |
| 出典                     | 評価                     |
| ------------------------ | ------------------------ |
| CDジャーナル             | 肯定的                   |

『CDジャーナル』は、ハードロック路線からデジタル・サウンドに変化したことに「時代に対応した音作りという感じがする」としたうえで、浜田の歌唱力に関して「あいかわらず歌がうまい」と肯定的な評価をしている。

## 収録曲
| 全作詞: 浜田麻里。 |                      |           |                     |      |
| #                  | タイトル             | 作詞      | 作曲                | 時間 |
| 1.                 | 「Emergency」        | 浜田麻里  | 大槻啓之            | 4:04 |
| 2.                 | 「Frozen Flower」    | 浜田麻里  | 大槻啓之            | 4:43 |
| 3.                 | 「Philia 21st」      | 浜田麻里  | 浜田麻里            | 3:52 |
| 4.                 | 「Manic Days」       | 浜田麻里  | 大槻啓之            | 4:34 |
| 5.                 | 「Wish me love」     | 浜田麻里  | 大槻啓之            | 5:39 |
| 6.                 | 「Desperado」        | 浜田麻里  | 浜田麻里            | 4:45 |
| 7.                 | 「Love Renaissance」 | 浜田麻里  | 大槻啓之            | 5:11 |
| 8.                 | 「Prayer」           | 浜田麻里  | 藤井陽一 & 浜田麻里 | 6:16 |
| 9.                 | 「Favorite Song」    | 浜田麻里  | 大槻啓之            | 5:17 |
| 10.                | 「Amaranth」         | 浜田麻里  | 浜田麻里            | 4:04 |
| 合計時間:          | 合計時間:            | 合計時間: | 48:25               |      |

## 参加ミュージシャン
- All Instruments production & Mix : 大槻啓之 / Except “Amaranth”
  - Mix engineer of “Amaranth” & associated engineering : 内田孝弘 (Victor studio)
- All voice & vocal arrangements : 浜田麻里

## メディアでの使用
| # | 曲名              | タイアップ                                            | 出典        |
| - | ----------------- | ----------------------------------------------------- | ----------- |
| 2 | 「Frozen Flower」 | Mizuno『SUPER STAR』イメージソング                    | [ 3 ]       |
| 2 | 「Frozen Flower」 | TVKテレビ『新車情報2002』エンディングテーマ           |             |
| 8 | 「Player」        | PS2ゲームソフト『湾岸ミッドナイト』エンディングテーマ | [ 4 ] [ 5 ] |

## リリース日一覧
| 地域 | リリース日    | レーベル                                       | 規格   | 規格品番   | 概要                                                | 順位 |
| ---- | ------------- | ---------------------------------------------- | ------ | ---------- | --------------------------------------------------- | ---- |
| 日本 | 2002年3月27日 | トライエム／Midget House                       | CD     | MOCR-3002  |                                                     | 97位 |
| 日本 | 2014年1月15日 | 徳間ジャパンコミュニケーションズ／Midget House | SHM-CD | TKCA-10074 | デジタル・リマスタリング / 30周年記念高音質SHM-CD化 | -    |